# 279119 Khamatova
279119 Khamatova este un asteroid din centura principală de asteroizi.

## Descriere
279119 Khamatova este un asteroid din centura principală de asteroizi. A fost descoperit pe 19 iulie 2009 la Zelenchukskaya Station de Timur V. Kryachko. Asteroidul prezintă o orbită caracterizată de o semiaxă mare de 2,28 ua, o excentricitate de 0,11 și o înclinație de 6,1° în raport cu ecliptica.